# Jean de Herdt
Jean de Herdt, né à Paris 15e le 22 juillet 1923 et mort le 5 janvier 2013 à Bourges, est l'un des premiers judoka français. Élève de maître Mikinosuke Kawaishi, Jean de Herdt reçu la première ceinture noire de France ainsi que le premier 2e dan et le premier 3e dan de France.
En 1938, Jigorō Kanō vint en France pour enseigner de nouvelles techniques. C'est Jean de Herdt qui lui servit de partenaire. Il fut d'ailleurs le seul français à avoir eu ce privilège. Le 4 mai de cette même année, Jigorō Kanō mourut.

## Biographie

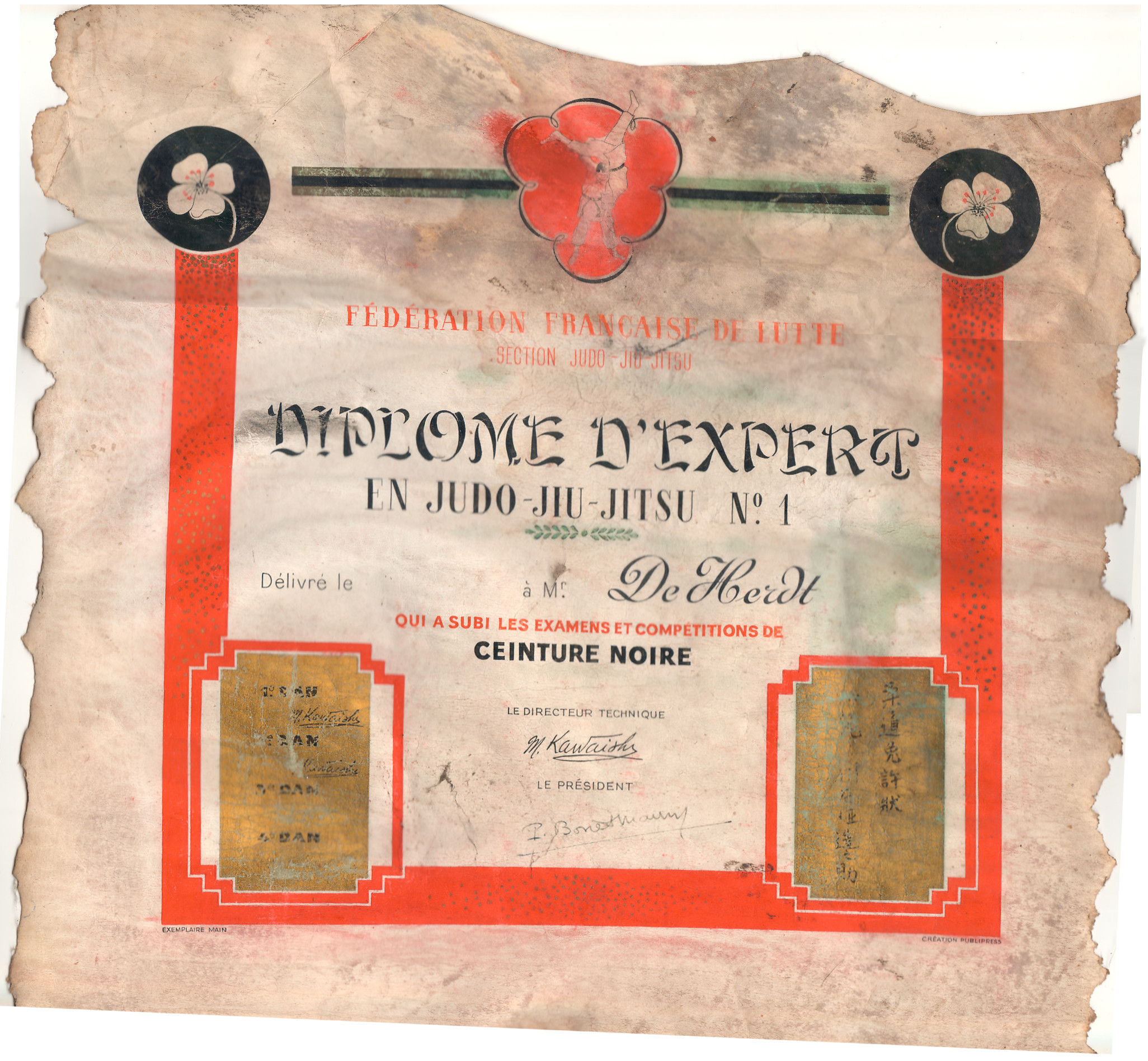
Diplôme de Jean de Herdt.

Jean de Herdt est né à Paris en 1923. À l'âge de 14 ans, il commence la pratique du judo, connu à l'époque sous le nom de jujitsu. À l'âge de 17 ans, il obtient la première ceinture noire française de l'histoire (Maurice Cottreau aurait dû l'obtenir  en 1939, mais n'a pas participé au stage alors obligatoire et n'a pas validé son grade à l'époque). Il est également le premier Français à obtenir les grades de deuxième et troisième dan. En 1938, Jigorō Kanō vint en France pour enseigner de nouvelles techniques. C'est Jean de Herdt qui lui servit de partenaire. Il fut ainsi le seul français à avoir eu ce privilège.
En 1943, pendant la Seconde guerre mondiale, il décroche le premier titre de champion de France. 
En 1947, il contribue à la création officielle du Collège des Ceintures Noires dont le 1er président élu sera Jean Andrivet.
En 1951, alors qu'il est déjà sextuple champion de France, il devient champion d'Europe 3e dan. Il se voit alors proposer ainsi qu'aux neuf autres meilleurs judoka Français par la Fédération japonaise un combat avec leur champion Toshiro Daïgo (6e dan) en prévision de l'organisation des premiers championnat mondiaux (1956). Le combat a lieu au Vélodrome d'Hiver devant 17 000 spectateurs. Toshiro Daïgo fait une démonstration en affrontant les dix meilleurs français en ligne. Marquant Ipon sur chacun des 9 premiers combats, Jean De Herdt le 10eme combattant résiste pendant 22 minutes aux assauts de son adversaire et le combat se termine sur un match nul,.
Ce résultat de Toshiro Daïgo, face à un judoka non Japonais, de surcroît moins gradé, constitue un revers pour le camp japonais. Jean de Herdt  est nommé 4e dan,.
Jean de Herdt continue de briller sur la scène européenne en remportant trois titres continentaux,.
Selon Michel Brousse, Jean de Herdt contribue au développement du judo européen mais il faut relativiser son rôle amplifié par certaine biographie.
Le Cercle Jean de Herdt comporte jusqu’à près de 50 clubs (France, Belgique, Hollande). Il fonctionne sur un modèle commercial et professionnel. Il publie la première revue Judo-Jiu-Jitsu en 1948 et 1949. La revue fédérale prend le relai en 1950.
Le 15 juin 2012, il est nommé Chevalier de la Légion d'Honneur à l'Institut du Judo. Cette distinction lui est remise par le président de la Fédération française de judo, Jean-Luc Rougé.

## Palmarès
- Champion d'Europe 3e dan 1951.
- Champion d'Europe toutes catégories 1951.
- Champion d'Europe par équipe 1951.
- Champion d'Europe 4e dan 1952.
- Champion d'Europe 4e dan 1955.
- Vice-champion d'Europe par équipe 1953.
- Champion de France toutes catégories : 1943, 1944, 1947, 1949, 1950, 1951.
- Vice-champion de France toutes catégories : 1948, 1952, 1953, 1954, 1955, 1956, 1957.